# Pia Almoina (Girona)
La Pia Almoina és una casa d'estil gòtic de Girona que actualment és la seu del Col·legi Oficial d'Arquitectes de Catalunya i Balears. Es va construir per acollir la seu d'una institució benèfica que va tenir molta importància durant l'edat mitjana. És a la banda dreta de l'escalinata de la Catedral.
La institució fou fundada pel canonge Arnau d'Escala el 1228, amb els delmes de diverses parròquies: Maçanes, Santa Llogaia del Terri i Sant Andreu Salou. Era una institució de caritat que posseïa moltes almoines i fundacions benèfiques que van ser traspassades a l'Hospici Municipal. L'edifici d'estil gòtic és una de les construccions més notables de Girona.
Les donacions per a la fundació de la institució foren efectuades pel bisbe Guillem Gaufred, tresorer de la Catedral, i posteriorment pels llegats de Pere Barceló, prevere de Palafrugell. Aquesta institució exerceix una caritat massiva fins al 1626, quan el Bisbe Gil de Manrique transfereix les rendes a inversions permanents; iniciant-se un litigi entre almoina o inversió que durarà fins a l'any 1776, quan el Bisbe Lorenzana l'adscriu al nou Hospici. L'època de més esplendor de l'Almoina correspon als segles xvii-xviii, moment en què es proporcionava aliment a 5000 persones.

## Arquitectura
L'edifici de la Pia Almoina forma una de les façanes laterals de la plaça de la Catedral. En destaca la façana nord, típica del gòtic civil català, de mitjan segle xiv, i que té les obertures distribuïdes en forma de V. A la planta baixa hi ha un portal adovellat, a la planta noble dues finestres coronelles trífores. A la planta següent tres finestres bífores, i quatre finestres senzilles a la planta superior. Així, el nombre d'obertures va creixent regularment de baix a dalt, mentre llur complexitat va disminuint.

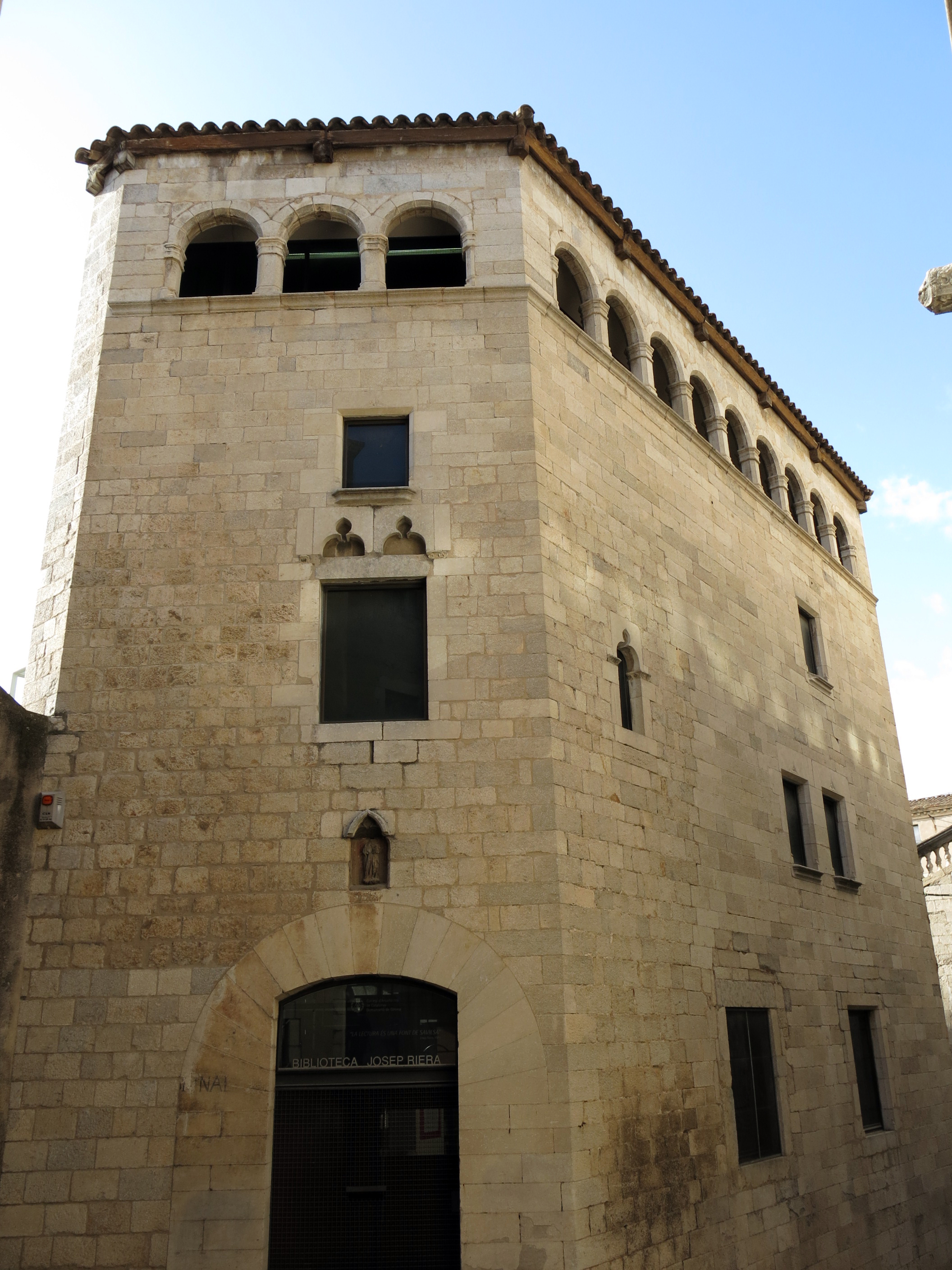
Façana sud-est

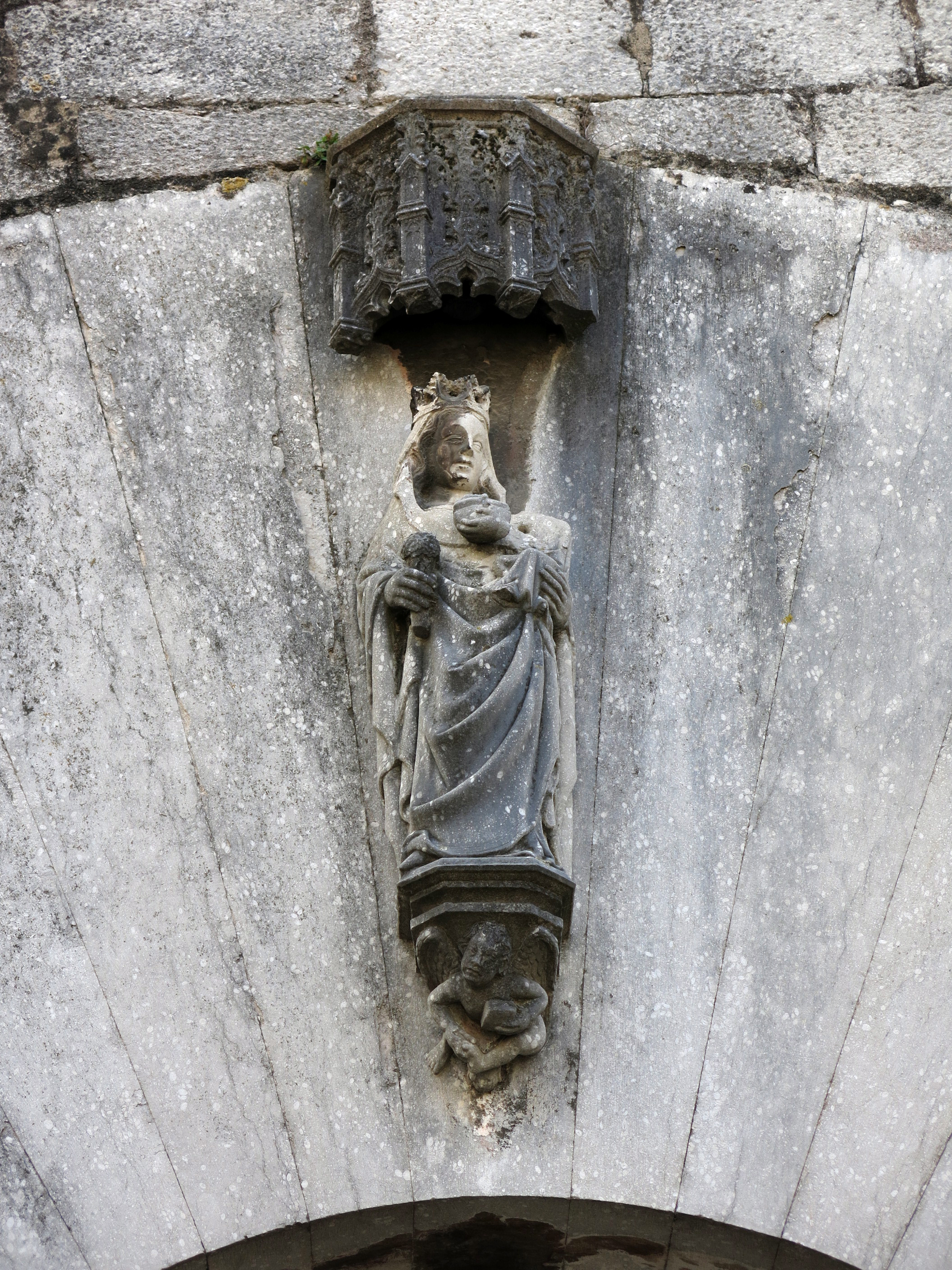
La Mare de Déu de la Pia Almoina, a la façana principal

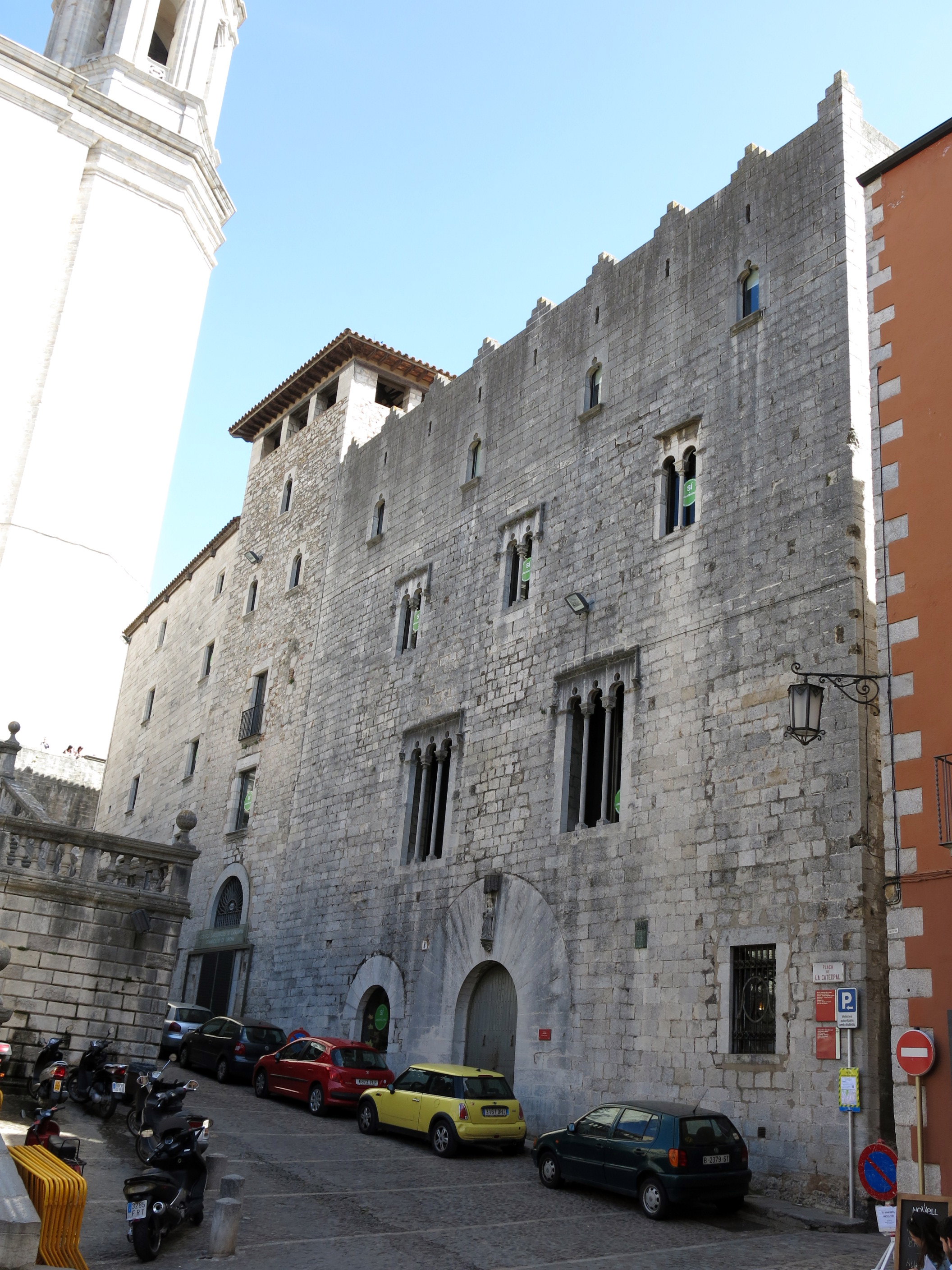
Façana nord

La façana est té tres parts diferenciades: mur gòtic inferior, construcció renaixentista intermèdia, i arcuacions recents sota teulat.
L'interior de la planta baixa manté encara la seva estructura gòtica primitiva, mentre que la torre angular articula i unifica els dos cossos laterals.

### Mare de Déu
A la façana principal hi ha una imatge de la Verge Mare de Déu de la Pia Almoina (segle xv). La imatge de la verge, de cànon curt, va abillada amb una llarga vestimenta. Porta el cap cobert. Està coronada i a la mà esquerra porta un pom de flors. L'artista, poc dotat en el treball de les mans i el rostre, segueix els paràmetres marcats per la iconografia mariana de l'època gòtica. La delicada curvatura del cos, els plecs de la vestimenta i l'expressió amable l'acosten als models de verges franceses tant reproduïdes a Catalunya. La figura està tallada en pedra i està situada damunt una senzilla peanya sostinguda per un permòdol en forma d'àngel. Un característic dosseret gòtic cobreix l'estàtua.

### L'Escala
Projecte d'intervenció contemporània en un edifici històric íntimament relacionat amb l'entorn del barri vell gironí. A més de la reforma dels interiors, que ha conservat l'estructura bàsica, destaca la construcció de l'escala. La seva situació la converteix en l'eix vertebrador dels dos cossos laterals a la part posterior de l'edifici, funció que a la façana realitza la torre medieval amb la que està lligada. Té un disseny geomètric a base de volums construïts en ferro i vidre que es superposen a través de línies ascendents, una inclinada i l'altre vertical. No respon a una idea estrictament funcional, ja que predominen els criteris estètics d'intentar crear una emergència arquitectònica en un espai fins aleshores molt degradat. L'estructura permet l'accés directe des de l'aparcament i en el seu interior estableix una simètrica correspondència entre els diferents cossos d'esglaons.

## Història de l'edifici
El bisbe Guillem de Cabanelles fou qui va fer erigir l'edifici el 1238 amb béns que va heretar de Jaume d'Aragó.
Al segle xviii l'edifici va ser adquirit per particulars, va ser una escola i després se li va afegir una capella neoclàssica sota la torre central a mitjans del segle xix. Entre els anys 1921 i 1926, l'arquitecte Josep Danés va restaurar la façana nord i va afegir un altre pis.
L'edifici és de planta allargassada amb torre central. La construcció va créixer entre els anys 1415 i 1421 amb la compra dels edificis veïns de l'antic barri jueu. A finals del segle xviii a conseqüència de la desamortització d'obres pies decretada per Carles IV, l'edifici es va vendre almenys a cinc compradors diferents, particulars i més tard va passar a ser propietat de les germanes Escolàpies, l'any 1856. Les Reverendes Escolàpies varen comprar tres de les finques per destinar-les a escola. La primera obra que hi realitzen va ser la capella en estil neoclàssic i accés des de la pujada de la Catedral.
Al llarg dels anys en què l'edifici va acollir l'escola de les Escolàpies (fins a 1975) s'hi varen realitzar diverses obres d'adequació, entre elles cal destacar:
- el 1916 M. Madurell Rius realitza, a banda de l'adequació d'algunes aules, la porta vidriera de l'entrada principal i una vidriera per l'escala principal.

- el 1926 Josep Danés Torras duu a terme la restauració de la façana que suposa la restitució del seu aspecte gòtic original (obertura finestrals cegats, etc.) i d'una part de l'interior, tot reparant la primera crugia que amenaçava ruïna. A conseqüència de les obres s'aixeca un pis a l'ala oest de l'edifici, aprofitant per canviar la inclinació de la coberta per tal de dirigir les aigües pluvials a l'interior del pati i poder suprimir així les antiestètiques canals de la façana.[1] L'obra s'acaba el 1929, i en aquest any rep el premi de la «Càmara Oficial de la Propiedad Urbana de la Provincia de Gerona».

- 1945-1947, Bartomeu Llongueras projecta la reforma dels espais interiors de l'angle N-E. Habilita l'espai de les golfes per aules i projecta la sala d'actes o teatre (un espai que serà decorat pels germans Busquets).

Entre els anys 1973 i 1983 Jeroni Moner i Codina, Benet Cervera i Flotats i Arcadi Pla i Masmiquel rehabiliten l'edifici per convertir-lo en la seu de la Demarcació de Girona del Col·legi d'Arquitectes de Catalunya. El projecte és una mostra d'intervenció contemporània en un edifici històric íntimament relacionat amb l'entorn del barri vell gironí. A més de la reforma dels interiors, que han conservat l'estructura bàsica, destaca la construcció de l'escala.
El 2 de febrer de 1979 l'edifici de la Pia Almoina és declarat «monument històric-artístic, de caràcter nacional», pel Reial Decret 535/1979.

## Jaciment arqueològic
A finals de la dècada del 1970, durant les obres de restauració de la Pia Almoina, aparegueren en un dels murs que limiten l'edifici, tres arcs de descàrrega. Es decidí rebaixar el seu interior i resultà que el més petit comunicava amb una mena de pou sec, més elevat que l'arc de l'interior i del qual sortiren un seguit de fragments de ceràmica barrejats amb cendres i ossos d'animals. El lloc de la troballa se situa en el punt on l'edifici limita al sud amb el carrer Cúndaro i amb una altra construcció que forma l'arc cobert d'aquest carrer.
La major part de la ceràmica era valenciana i del segle xv, decorada en blau i reflex metàl·lic tot i la presència de catalana decorada només en blau. Hi havia també terrissa de la mateixa època: olles molt baixes i amb nanses acabades amb punxa.